# Obszar ochrony ścisłej Żurawiowe
Żurawiowe – obszar ochrony ścisłej na terenie Kampinoskiego Parku Narodowego o powierzchni 319,69 ha. Został utworzony w 1977 roku, leży w pobliżu miejscowości Nowa Dąbrowa i Roztoka oraz na południe od kanału Łasica. Przez jego okolicę przebiega pieszy szlak im. Aleksandra Janowskiego.
Porastają go łęgi olszowe, olsy, grądy wilgotne i wysokie, turzycowiska, a na obrzeżach fragmenty boru mieszanego i wilgotnego. Wśród flory pojawiają się też zawilec gajowy i żółty, a wśród fauny – łoś, bóbr, żuraw, bocian czarny, orlik krzykliwy. Nazwa wzięła się od licznych tu gniazd żurawi.